# Harnaschpolder (buurt)
De Harnaschpolder is een nieuwe woonwijk in de gemeente Delft, in de Nederlandse provincie Zuid-Holland. Oorspronkelijk is het een polder met dezelfde naam: de Harnaschpolder. Het ligt tegen de Kuyperwijk, die ook bij Delft hoort, en Den Hoorn. Den Hoorn hoort bij de gemeente Midden-Delfland. De Harnaschpolder wordt door Den Hoorn, de Kuyperwijk en de Rijksweg 4, de A4 begrensd. Er ligt in de Harnaschpolder nog onbebouwd terrein.

## Geschiedenis
Op kaarten, bijvoorbeeld van Isaak Tirion uit de 18e eeuw, komen de namen Harnas en Harnes voor.
Tot 1833 behoorde het tot de gemeente Hoog- en Woud-Harnasch, daarna, van 1833 tot 1921, tot de gemeenten Hof van Delft en sinds 1921 hoort het bij Delft.
Het gebied, waar nu de Harnaschpolder ligt, vormde totdat met het aanleggen van het deel van de A4 van knooppunt Ypenburg tot Delft zuid werd begonnen één gebied met het deel waar tegenwoordig het Wateringse Veld, deel van Den Haag, ligt. Voordat werd begonnen met het aanleggen van de A4, was dit gebied voor een deel in gebruik voor glastuinbouw. De A4 was in 1999 gereed.

## Rioolwaterzuiveringsinstallatie

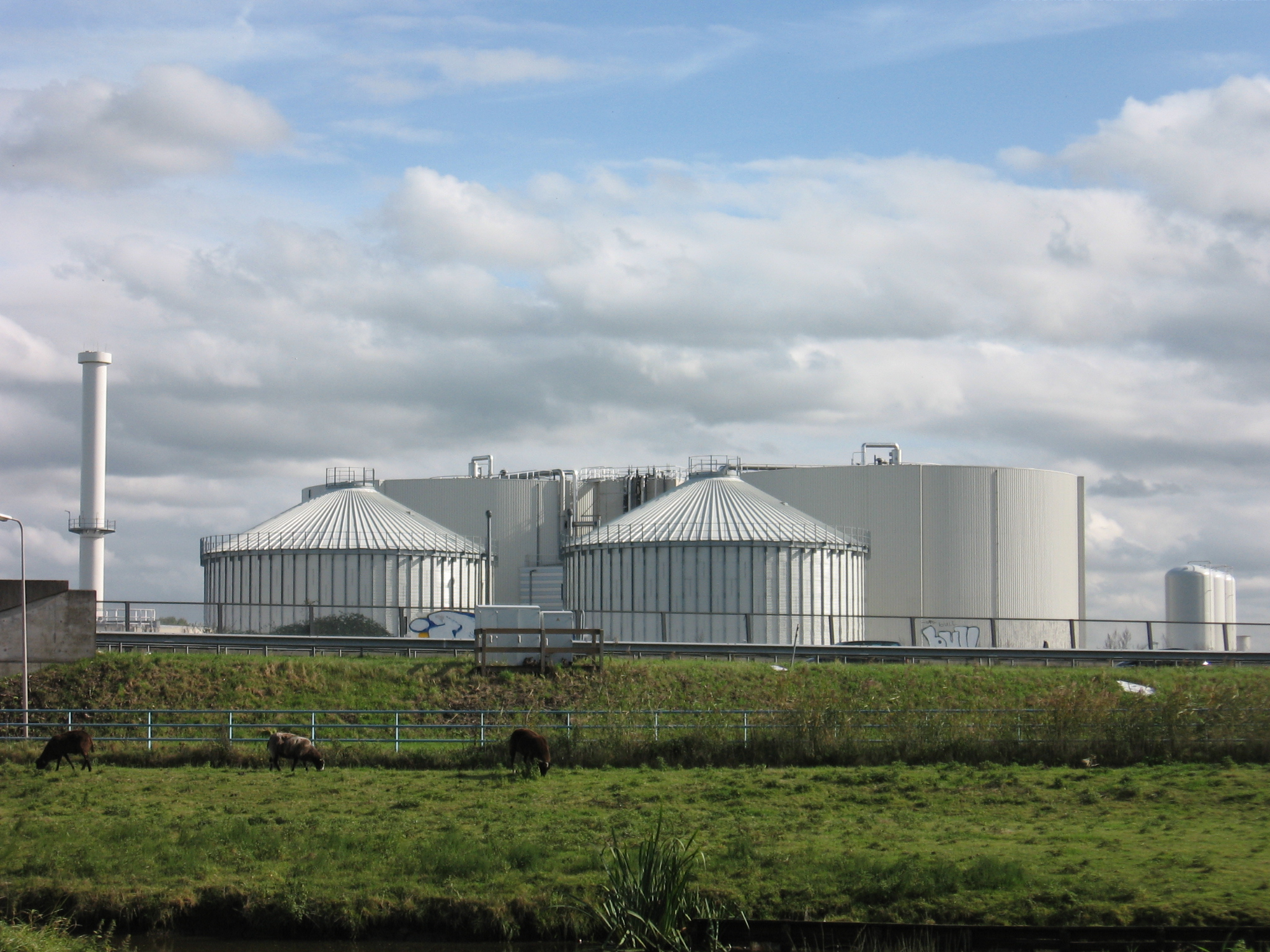
Rioolwaterzuiveringsinstallatie Harnaschpolder in 2007

In het noordelijke deel van de Harnaschpolder is een afvalwaterzuiveringsinstallatie AWZI gebouwd, op het grondgebied van de gemeente Midden-Delfland. Deze AWZI is een van de grootste in Europa en beslaat 25 hectare. Het complex kan samen met de installatie Houtrust bij Scheveningen 35.800 kubieke meter water per uur verwerken en 1,35 miljoen inwonerequivalenten zuiveren. De zuivering van het water vindt plaats door middel van een biologisch proces.
De bouw is in 2004 gestart. In maart 2007 heeft prins Willem-Alexander de installatie officieel in gebruik genomen. Het complex bestaat uit acht bassins met een diameter van 63 m, zestien bassins van 54 m en zeven kleinere. Verder zijn er nog een aantal gespecialiseerde gebouwen en tanks aanwezig op het terrein.
Het bouwconsortium Delfluent heeft de AWZI gebouwd en gaat deze ook beheren en in de toekomst de toenemende hoeveelheid afvalwater door het snel stijgende aantal woningen en bedrijven verwerken.

## Woonbuurt Harnaschpolder
Medio 2007 is met de bouw van de Vinex-locatie met circa 1300 woningen begonnen. Het ligt op het grondgebied van de gemeente Delft.

## Archeologische vondst
In de Harnaschpolder is in de zomer van 2003 de oudst bekende permanente nederzetting van Nederland opgegraven. In de periode van 3600 tot 3300 v.Chr., tijdens de Jongere Steentijd, woonden hier mensen op een duin van 150 bij 50 m, dat één tot twee m hoog was. Het dorp was omheind om loslopend vee buiten te houden, de bewoners verbouwden gerst en emmer. De opgravingen mochten een jaar duren, daarna werd op de plaats van de vondst begonnen met de bouw van de genoemde AWZI.